# Butler (Missouri)
Predefinição:Info/Localidade dos Eatados Unidos
Butler é uma cidade localizada no estado americano de Missouri, no Condado de Bates. A cidade é a sede do condado.

## Demografia
Segundo o censo americano de 2000, a sua população era de 4209 habitantes. 
Em 2006, foi estimada uma população de 4267, um aumento de 58 (1.4%).

## Geografia
De acordo com o United States Census Bureau tem uma área de 10,0 km², dos quais 10,0 km² cobertos por terra e 0,0 km² cobertos por água. Butler localiza-se a aproximadamente 265 m acima do nível do mar.

## História e pontos turísticos
O escritor de ficção científica Robert A. Heinlein nasceu em Butler. A casa onde viveu na infância atrai pessoas que desejam ser fotografadas em frente à mesma.

## Localidades na vizinhança
O diagrama seguinte representa as localidades num raio de 24 km ao redor de Butler. 